# Indre Arna
Indre Arna este o localitate din comuna Bergen, provincia Hordaland, Norvegia.